# ゆきこいめると
『ゆきこいめると』は、フロントウイングより2015年3月27日に発売された18禁美少女アドベンチャーゲーム。

## あらすじ
主人公である陸崎瞠は学園で一番の奇人であり、“ふゆ部”の部長である伊奈波うさぎから、部活に勧誘される。個性的な面々に囲まれ、冬を過ごす。

## 登場人物
陸崎 瞠 （おかざき みはる）
声：なし
本作の主人公。深冬山学園の２年生のクラスに転入してきたが、雪が苦手で生活に苦しんでいる。
姫廻 たるひ （ひめぐり たるひ）
声：小倉結衣
身長：160cm B88（E）/ W62/ H90
ふゆ部の部員で、瞠の同級生にあたる。やや間が抜けているものの、基本的には明るい性格である。本当は寒さに弱いのに見栄を張るあまり、真の冬マニアとまで呼ばれて困っている。
烈風寺 嘩音 （れっぷうじ かのん）
声：あじ秋刀魚
身長：159cm B83（D）/ W56/ H85
ふゆ部の部員である1年生。 破天荒で型破りな性格から、「学園の烈風ハリケーン」という通り名がついている。今まで気ままに過ごしてきたが、次第に自らの在り方に悩むようになる。
宇奈月 雫里 （うなづき しずり）
声：東かりん
身長：162cm B96（G）/ W60/ H92
ふゆ部の部員である3年生で、瞠らの先輩にあたる。気が優しくてお人好しで押しに弱い。暑がりかつ汗っかきで、あまりの発汗量に下着が透けてしまうことを悩んでいる。
白 雪姫 （つくも ゆき）
声：秋野花
身長：145cm B90（F）/ W55/ H80
ふゆ部の部員である1年生。瞠を冬好きにしようと画策する中で、瞠を意識してしまう。
伊奈波 うさぎ （いなば うさぎ）
声：鈴谷まや
身長：162cm B77（B）/ W55/ H78
“ふゆ部” の部長を務める3年生。自らの意思をはっきりさせる傾向にあり、自らの好きなものを他者に広めたいという気持ちを持っている。
その個性の強さから「マフラーの奇婦人」という通り名がつけられている。
美澄 湯花 （みすみ ゆか）
声：平野響子
身長：159cm B88（D）/ W60/ H88
瞠とたるひのクラス担任。29歳で独身という境遇から、結婚を焦っている。また、教壇に立つときは教師らしく振舞うが、寮では自堕落な生活を送っている。
三橋さん （みつはしさん）
声：成瀬未亜
身長：160cm B80（C）/ W61/ H86
瞠とたるひの同級生。席がエアコンの近くなので、たるひと瞠に席を狙われている。おしゃべり好きだが、話の内容が下品になっていくこともあるので、たるひを困らせている。また、自身がダメ人間と認定した者を観察することも好きである。

## スタッフ
- キャラクターデザイン・原画 - ななかまい
- シナリオ - 七央結日、insider、保住圭
- 音楽 - ANZIE（Peak A Soul＋）

## 開発

### 美術
本作の原画とキャラクターデザインを務めたななかまいは、テックジャイアンとのインタビューの中で「動物やミニキャラクターを描くのが苦手であり、ゆるキャラや小動物が多数登場する本作には苦労させられた」と振り返っている。
本作のマスコットキャラクターである「ゆだまる」については、3、4点ほど提出したデザイン案がすべて却下されており、ななかはテックジャイアンの取材に対してなぜ却下されたのか理解できなかったとしている。

### 文献
- 『「ゆきこいめると」ビジュアルファンブック』フロントウイング 、2015年9月25日。ASIN B014SDQOHM。